# خفاش میوه‌خوار بینی‌لوله‌ای دیوسان
خفاش میوه‌خوار بینی‌لوله‌ای دیوسان (نام علمی: Nyctimene masalai) نام یک گونه از سرده خفاش‌های میوه‌خوار بینی‌لوله‌ای است.